# Вілтон (Вісконсин)
Вілтон (англ. Wilton) — селище (англ. village) в США, в окрузі Монро штату Вісконсин. Населення — 532 особи (2020).

## Географія
Вілтон розташований за координатами 43°48′48″ пн. ш. 90°31′37″ зх. д. / 43.81333° пн. ш. 90.52694° зх. д. (43.813359, -90.527012).  За даними Бюро перепису населення США в 2010 році селище мало площу 2,29 км², уся площа — суходіл.

## Демографія
Згідно з переписом 2010 року, у селищі мешкали 504 особи в 203 домогосподарствах у складі 130 родин. Густота населення становила 220 осіб/км².  Було 233 помешкання (102/км²).
Расовий склад населення:
| - 93,8 % — білих - 1,0 % — азіатів - 0,4 % — чорних або афроамериканців - 3,6 % — осіб інших рас |

До двох чи більше рас належало 1,2 %. Частка іспаномовних становила 7,3 % від усіх жителів.
За віковим діапазоном населення розподілялося таким чином: 29,2 % — особи молодші 18 років, 58,1 % — особи у віці 18—64 років, 12,7 % — особи у віці 65 років та старші. Медіана віку мешканця становила 35,4 року. На 100 осіб жіночої статі у селищі припадало 107,4 чоловіків;  на 100 жінок у віці від 18 років та старших — 94,0 чоловіків також старших 18 років.
Середній дохід на одне домашнє господарство  становив 56 886 доларів США (медіана — 52 500), а середній дохід на одну сім'ю — 67 370 доларів (медіана — 62 813). Медіана доходів становила 52 875 доларів для чоловіків та 32 500 доларів для жінок. За межею бідності перебувало 25,6 % осіб, у тому числі 51,6 % дітей у віці до 18 років та 4,9 % осіб у віці 65 років та старших.
Цивільне працевлаштоване населення становило 246 осіб. Основні галузі зайнятості: освіта, охорона здоров'я та соціальна допомога — 32,1 %, виробництво — 21,5 %, публічна адміністрація — 8,9 %, транспорт — 8,1 %.